# Wiktor (Siergiejew)
Wiktor, nazwisko świeckie Siergiejew (ur. 22 grudnia 1954 w Kambarce) – rosyjski biskup prawosławny.

## Życiorys
Ukończył technikum mechaniczne w rodzinnej Kambarce (1970), a następnie wydział mechaniczno-technologicznym Instytut Mechaniczego w Iżewsku (1974). W latach 1973–1979 pracował w Kambarskich Zakładach Mechanicznych, a następnie przez osiem lat w przedsiębiorstwie „Iżmasz”. Następnie od 1987 do 1989 był asystentem operatora filmowego w telewizji lokalnej w Udmurcji, zaś od 1989 do 1992 – operatorem filmowym; w trybie zaocznym ukończył w 1991 studia na takim kierunku we Wszechzwiązkowym Państwowym Instytucie Kinematografii.
Od 1992 pracował jako katecheta w eparchii iżewskiej i udmurckiej. Od 1993 śpiewał również w chórach najpierw cerkwi św. Mikołaja w Zawjałowie w Udmurcji, a następnie w soborze Trójcy Świętej w Iżewsku. 21 lipca 1993 w cerkwi Kazańskiej Ikony Matki Bożej w Możdze arcybiskup iżewski i udmurcki Mikołaj wyświęcił go na diakona. Ten sam hierarcha udzielił mu święceń kapłańskich 8 sierpnia 1993 w soborze Trójcy Świętej w Iżewsku. Został skierowany do pracy duszpasterskiej jako proboszcz parafii św. Michała Archanioła w Małej Purdze, zaś począwszy od czerwca 1994 był jednym z kapłanów służących w katedralnym soborze św. Aleksandra Newskiego w Iżewsku. Od 2000 służył również w kaplicy zorganizowanej na terenie szpitala dla pracowników zakładów „Iżmasz”. W roku następnym w trybie zaocznym ukończył seminarium duchowne w Moskwie.
W 2003 otrzymał godność protojereja, wtedy też powierzono mu kierowanie parafią Świętych Męczenników Carskich w Iżewsku. W roku następnym został proboszczem parafii Świętych Konstantyna i Heleny w Siełtach, Wniebowstąpienia Pańskiego w Uzi oraz Trójcy Świętej w Bałamazie. Od tego samego roku był również przewodniczącym oddziału misyjnego eparchii iżewskiej i udmurckiej. W 2006 ponownie został proboszczem parafii Świętych Męczenników Carskich, którym pozostawał przez dwa lata, do momentu, gdy został przeniesiony do parafii Przemienienia Pańskiego w Głazowie, obejmując równocześnie funkcję dziekana dekanatu głazowskiego. Od 2011 był również proboszczem parafii Ikony Matki Bożej „Ukój Mój Smutek” w Głazowie. W 2013 wrócił na stanowisko proboszcza parafii Świętych Męczenników Carskich w Iżewsku.
Od 2007 reprezentował eparchię iżewską w radzie Wszechrosyjskiego Prawosławnego Bractwa św. Jana Chrzciciela „Trzeźwość” oraz był jego koordynatorem w Okręgu Nadwołżańskim. W 2013 objął kierownictwo oddziałem ds. umacniania trzeźwości i profilaktyki uzależnień w eparchii iżewskiej, zaś w 2014 przeszedł na stanowisko kierownika oddziału służby społecznej i dobroczynności. 11 kwietnia 2014 złożył wieczyste śluby mnisze na ręce archimandryty Juwenaliusz (Rożyna), przyjmując imię zakonne Wiktor, na cześć biskupa i nowomęczennika Wiktora (Ostrowidowa).
25 lipca 2014 został nominowany na pierwszego ordynariusza nowo utworzonej eparchii głazowskiej, w związku z czym dwa dni później otrzymał godność archimandryty. Jego chirotonii biskupiej, przeprowadzonej 31 sierpnia 2014 w soborze Przemienienia Pańskiego w Tambowie, przewodniczył patriarcha moskiewski i całej Rusi Cyryl.